# Brygada 2506
Brygada 2506 (ang. Brigade 2506, hiszp. Brigada Asalto 2506) – jednostka wojskowa finansowana i szkolona przez CIA, złożona z antykomunistycznych kubańskich emigrantów wrogich rządowi Fidela Castro. Sformowana w maju 1960 roku podczas prezydentury Dwighta Eisenhowera, a użyta w boju podczas inwazji w Zatoce Świń w kwietniu 1961 roku pod rządami Kennedy’ego.

## Historia

### Początek
W maju 1960 roku w Miami Centralna Agencja Wywiadowcza (CIA) rozpoczęła poszukiwania kubańskich emigrantów, którzy byliby skłonni uczestniczyć w zbrojnym oporze przeciwko rządowi Fidela Castro. W przypadku większości ochotników szkolenie prowadzono w bazie JMTrax w rejonie Sierra Madre de Chiapas w Gwatemali. W listopadzie 1960, kiedy niejaki Gregorio Aguilar Matteo prowadził szkolenie 430 mężczyzn, grupie nadano nazwę „Brygada 2506”. W owym czasie wybrano także przywódcę politycznego, którym został Manuel Artime oraz dowódcę wojskowego, jakim został Hose Pérez. Powołano także wiele pomniejszych stanowisk w jednostce.

#### Skład
- 1 Batalion Spadochronowy, dowódca: Alejandro del Valle Martí
- 2 Batalion Piechoty, dowódca: Hugo Sueiro Ríos
- 3 Batalion Piechoty, dowódca: Noelio Montero Diaz
- 4 Batalion Pancerny, dowódca: Valentín Bacallao Ponte
- 5 Batalion Piechoty, dowódca: Ricardo Montero Duque
- 6 Batalion Piechoty, dowódca: Francisco Montiel
- Batalion Ciężkich Karabinów, dowódca: Roberto Pérez San Román

### Inwazja w Zatoce Świń
Łącznie do inwazji przydzielono 1334 żołnierzy Brygady 2506, jednakże na Kubę dopłynęło tylko 1297 z nich. Szacuje się, że 114 utonęło lub zginęło w akcji, a 1183 zostało schwytanych i osadzonych w więzieniach. Ostatecznie osoby prywatne ze Stanów Zjednoczonych wynegocjowały przekazanie żywności i lekarstw na Kubę o łącznej wartości 53 milionów dolarów w zamian za uwolnienie i transport więźniów brygady do Miami. Transport do USA trwał od 23 grudnia 1962 do 29 grudnia tego samego roku. Prezydent John F. Kennedy oficjalnie powitał weteranów na stadionie Orange Bowl podczas eventu o nazwie „powitanie z powrotem”. Niektórzy z weteranów brygady założyli stowarzyszenie „Brigade 2506 Veterans Association”, które opiekuje się muzeum „Bay of Pigs Museum & Library w Miami”.

## Galeria

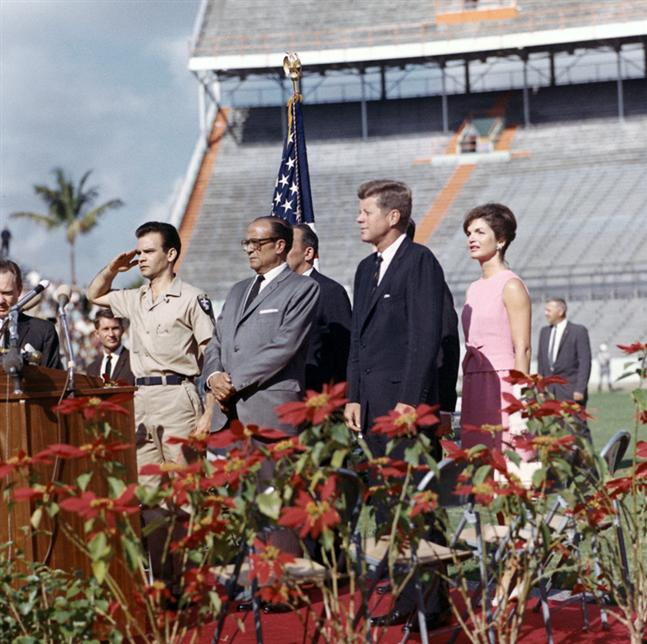
Przywódca polityczny brygady Manuel Artime (pierwszy z lewej, salutujący) i José Miró Cardona, Prezydent John F. Kennedy oraz Pierwsza Dama Jacqueline Kennedy w Miami przemawiają do żołnierzy Brygady 2506, 29 grudnia 1962, Stadion Orange Bowl, wydarzenie „powitanie z powrotem”
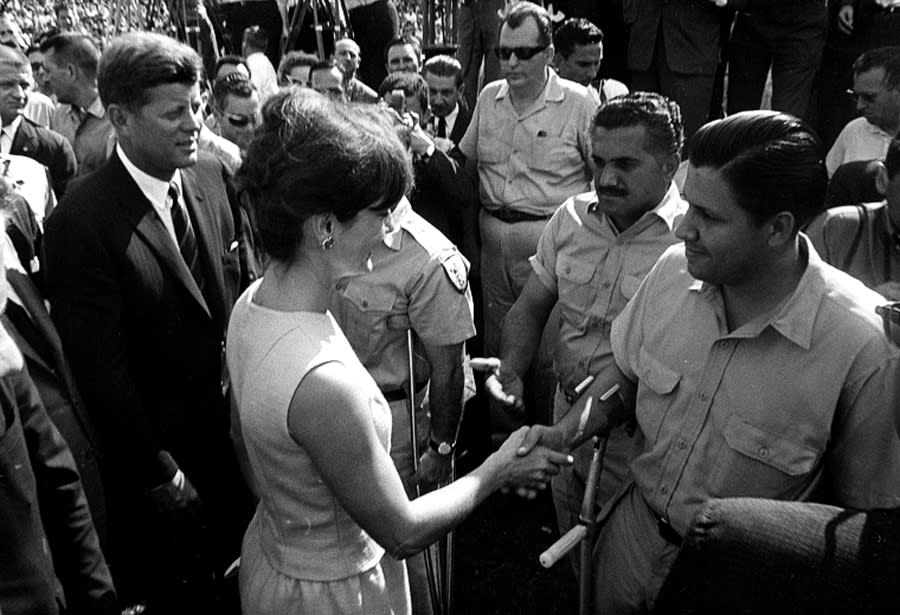
John F. Kennedy i Jackie Kennedy witają powracających weteranów, 29 grudnia 1962, Stadion Orange Bowl

## Zobacz także
- Inwazja w Zatoce Świń
- Projekt Kuba
- Zamachy na Fidela Castro